# Radolfzell am Bodensee-Brandbühl
Radolfzell am Bodensee-Brandbühl – mała towarowa stacja kolejowa w Radolfzell am Bodensee, w kraju związkowym Badenia-Wirtembergia, w Niemczech.
| Radolfzell am Bodensee-Brandbühl               |  |                                                     |
| Linia Bodenseegürtel                           |  |                                                     |
| Radolfzell am Bodensee-Rehböschodległość: 1 km |  | Radolfzell am Bodensee-Stahringen odległość: 1,9 km |
| Linia Seehäsle                                 |  |                                                     |
| Radolfzell am Bodensee-Rehböschodległość: 1 km |  | Radolfzell am Bodensee-Stahringen odległość: 1,9 km |